# Boeing C-137 Stratoliner
Boeing C-137 Stratoliner je VIP transportní letoun odvozený z dopravního letounu Boeing 707, používaný americkým letectvem. Ostatní státy také pořídily jak nové, tak i použité Boeingy 707 pro vojenskou službu, především jako VIP letouny nebo létající cisterny. Navíc model 707 posloužil jako základ pro několik specializovaných verzí, jako je např. letadlo včasné výstrahy E-3 Sentry. Verze VC-137C Stratoliner byla mezi lety 1967 a 2001 používána jako stroj Air Force One.
Označení C-18 zahrnuje několik pozdějších variant založených na sérii 707-320B/C.

## Uživatelé
Brazílie
- Brazilské letectvo

 Írán
- Íránské vojenské letectvo

 USA
- Letectvo Spojených států amerických

## Specifikace (VC-137C)

### Technické údaje
- Posádka: 2 piloti
- Délka: 46,61 m
- Výška: 12,93 m
- Rozpětí: 44,42 m
- Plocha křídel: 279,63 m²
- Hmotnost prázdného stroje: 44 663 kg
- Vzletová hmotnost: 135 000 kg
- Maximální vzletová hmotnost: 148 352 kg
- Pohonné jednotky: 4× dvouproudový motor Pratt & Whitney TF-33-PW-102-P-7 každý o tahu 80 kN

### Výkony
- Maximální rychlost: 1009 km/h
- Cestovní rychlost: 966 km/h
- Dolet: 12 247 km
- Dostup: 15 200 m
- Počáteční stoupavost: 1 490 m/min